# Малпулута Кретсера
Малпулута Кретсера (Malpulutta kretseri) — прісноводний вид лабіринтових риб з родини осфронемових (Osphronemidae), підродина макроподових (Macropodusinae), єдиний представник роду малпулута (Malpulutta).
Отримав свою назву на честь Освальда де Кретсера (англ. Oswald Leslie De Kretser III), судді Верховного суду Шрі-Ланки, який відкрив цей вид.
Результати філогенетичного аналізу внутрішньої спорідненості лабіринтових риб показали, що в еволюційному сенсі найближчими родичами роду Malpulutta є представники роду Pseudosphromenus. Разом із сестринським родом Macropodus вони утворюють кладу в межах підродини Macropodusinae.

## Поширення
Ендемік Шрі-Ланки. Зустрічається лише в зоні вологих тропічних лісів. Територіально обмежується трикутником Коломбо-Ґалле-Ратнапура. Можливо, раніше ареал виду був ширшим, але переважна частина тропічних лісів Шрі-Ланки була розчищена для ведення плантаційного господарства.
Типовими водоймами, в яких живуть малпулути, є невеличкі струмки з повільною течією, близько 1 м завширшки й близько 25 см глибиною. Вид не дуже поширений у природі. Риби тримаються переважно серед рослинності і дуже рідко трапляються у відкритій воді.
Дуже мало сонця пробивається через густий ліс, тому вода буває відносно прохолодною (24-28 °C). Ґрунт зазвичай піщаний, але вкритий шаром опалого листя гілок. Вода, як правило, буває м'якою (до 20°dGH), а показник pH близький до нейтрального.

## Опис
Рибка невеличка, загальна довжина близько 7 см. Тіло видовжене, стиснуте з боків. Рот косий, може трохи витягуватись, щелепи вкриті конічними зубами, нижня щелепа виступає вперед.
Формула плавців: D VIII-X/4-6, A XIII-XVII/7-11, V I/5, C 13-15. Грудні плавці округлі, у решти кінці сильно подовжені й загострені, в хвостовому плавці це стосується центральних променів. Спинний плавець стоїть перед анальним.
Луска ктеноїдна. У бічній лінії 29-30 лусок.
Основне забарвлення світло-коричневе, темніше на спині, світліше на череві. Тіло має темне мармурове забарвлення, інтенсивність якого може змінюватись залежно від настрою риб. Хвостовий, анальний і спинний плавці вкриті темно-коричневими плямами. На голові присутні три темні горизонтальні смужки, що проходять від кінчика носа до заднього краю зябрових кришок.
Самці і самки добре розрізняються між собою. Самці помітно більші за самок і яскравіше забарвлені. Різниця у розмірі ще збільшується за рахунок сильно подовжених променів хвостового, спинного і анального плавців. Непарні плавці у самців яскраву зеленкувато-блакитну облямівку. При сильному збудженні їхні плавці набувають темно-синього забарвлення.
Існує раса цього виду, яка була описана як M. kretseri minor Deraniyagala 1958, але вона не отримала статусу окремого таксона. Від основної варіації вона відрізняється меншими розмірами і переважанням синіх відтінків коричневого забарвлення замість червонуватих.
Як і решта лабіринтових риб, малпулути мають лабіринтовий орган — додатковий орган дихання, який дозволяє їм певною мірою використовувати для дихання атмосферне повітря. Всі лабіринтові риби час від часу регулярно ковтають повітря з поверхні; так робить і M. kretseri, але не так часто.

## Розмноження
Самці будують гнізда з піни, але не на поверхні води, а під дахом печери або під підводним лиском рослини. Протягом 1-2 годин пара відкладає від 100 до 200 білих ікринок. Під час спаровування самець вигинає навколо самки своє тіло. Ікринки падають у вигин хвоста самця. Самка збирає їх і вкладає до гнізда. Догляд за гніздом є справою самця. Личинки вилуплюються із ікри приблизно за 2 дні. Батько охороняє їх ще декілька днів, поки вони не попливуть.
Характерною особливістю виду є те, що, на відміну від інших лабіринтових риб, самець під час нересту не набирає яскравого забарвлення. Навпаки, він стає непримітним, мармуровий малюнок змінюється однотонним коричневим камуфляжним забарвленням.

## Господарське значення
Для рибальства цей вид не цікавий, але він присутній в торгівлі акваріумними рибами.
З охоронною метою комерційний експорт прісноводних риб зі Шрі-Ланки заборонений. Тому в торгівлю акваріумними рибами потрапляють лише екземпляри, виведені в неволі. В європейських акваріумах малпулута зустрічається дуже рідко.

## Утримання в акваріумі
Догляд за цими рибами для досвідчених акваріумістів не повинен становити проблем. Параметри води: температура 25-28 °C, показник pH 6,0-7,0, твердість до 4°dGH. Акваріум може бути невеличким, але що більшим він буде, то легше буде підтримувати стабільні параметри води.
Вид дуже лякливий і для спільного акваріума вид абсолютно непридатний. Важливою є наявність великої кількості схованок. Печери на дні, викладені з каміння або утворені з горщиків для квітів або оболонки кокосового горіха, риби використовуватимуть не лише як схованки, а й для будівництва гнізда в період нересту. Своїх мальків малпулути не переслідують, тому потомство можна вирощувати в акваріумі з дорослими рибами.